# Göran Hägglund
Bo Göran Hägglund (Degerfors, Värmland, 27 de enero de 1959) es un político sueco que fungió como líder de los Demócratas Cristianos  de Suecia (en sueco: Kristdemokraterna) entre 2006 y 2014. Su primera elección como líder del partido fue el 3 de abril de 2004, sucediendo a Alf Svensson.
Hägglund nació en Degerfors en el centro de Suecia, pero se trasladó al municipio de Jönköping con su familia en 1978, un bastión demócrata cristiano.

## Carrera política
Comenzó su carrera política en la organización juvenil Demócrata Cristiana. A partir de 1978 fue contratado por el partido, primero como defensor del pueblo para la Juventud Demócrata Cristiana, y desde 1981, para la rama regional del partido. De 1982 a 1986 fue también miembro del Consejo Municipal de Jönköping.
Tras las elecciones de 1985, comenzó a trabajar como secretario parlamentario de la Demócrata Cristiana. En 1988 abandonó temporalmente la política para empezar a trabajar para una compañía de seguros. En las elecciones parlamentarias de 1991 fue elegido miembro del Parlamento de Suecia.
Hägglund era considerado desde hacía mucho tiempo como favorito a sucesor del líder del partido, Alf Svensson. Sin embargo, cuando Svensson anunció sus planes de retirarse, otros dos candidatos, Maria Larsson y Odell Esteras, se presentaron con el apoyo de un mayor número de organizaciones regionales del partido. Ni siquiera el propio distrito de Hägglund, Jönköping, le apoyó. Eventualmente, sin embargo, todos los posibles contendientes de Hägglund se retiraron de la carrera, y su elección como líder del partido el 3 de abril de 2004 fue unánime.
Antes de las Elecciones generales de Suecia de 2006, los demócrata-cristianos de Hägglund formaron una alianza más estrecha con los otros tres partidos de centro-derecha en Suecia, bajo el nombre Alianza por Suecia. Después de su victoria en las elecciones, a Fredrik Reinfeldt, del Partido Moderado se le encargó formar un nuevo gobierno. Tras las negociaciones entre los dirigentes de los partidos de la Alianza por Suecia, Göran Hägglund fue nombrado Ministro de Sanidad y Asuntos Sociales, el 6 de octubre de 2006.

## Vida personal
Hägglund creció en el movimiento pentecostal, pero ahora es un miembro de la Iglesia de Suecia. Está casado y tiene dos hijos.

## Enlaces
- Demócrata Cristianos: Göran Hägglund
- Riksdag: Göran Hägglund
- Gobierno de Suecia: Göran Hägglund

- Datos: Q918261
- Multimedia: Göran Hägglund / Q918261